# SPA ドヴンクェ 35 プロテット
SPA ドヴンクェ 35 プロテット（イタリア語: SPA Dovunque 35 protetto）は、第二次世界大戦期にイタリア王国のヴィベルティ社によって開発された装輪式装甲兵員輸送車である。第二次世界大戦の末期、本車はイタリア社会共和国の黒い旅団によって使用された。
名称は、ベースとなった軍用トラックである、S.P.A.(ピエモンテ自動車会社)で製造された"ドヴンクェ 35"の装甲防護型（protetto）、という意味である。尚、"ドヴンクェ (Dovunque)" はイタリア語で"どこでも (Anywhere)"を意味する語で、この軍用トラックがオフロード走行能力を持つ全地形対応車であるという意味で付けられた名称である。

## 経緯
1938年以降のイタリア陸軍では、兵員や機甲師団所属のベルサリエーリ連隊むけの輸送車両が要求されていた。自動車メーカーであるヴィベルティは、1941年からSPA ドヴンクェ 35トラックをベースとした試作車輌を作っていた。しかし、装甲によってシャシーにかかる過度の重量などの技術的な懸念や、こうした車輌を使用することへの戦闘教義上の疑問などから、計画が契約締結へと変わる事はなかった。試作車は1944年11月11日までヴィベルティの工場に残されており、トリノの黒い旅団に徴発された。
1942年、輸送区画の上部が被われた最後期型が定められた。1945年4月、情勢とその圧力により、ヴィベルティの工場でいまだに製造中だった試作車輌は様々な派閥に徴発された。3両はイタリア社会共和国の党員が徴発した。2両はパルチザンが接収し、1両は第29SS武装擲弾兵師団がパンツァーファウストで破壊した。

## 説明
この車輌は6x4駆動のオフロードトラックであるSPA ドヴンクェ 35を基礎とし、大幅に改修を加えている。
全体的な改装は輸送区画の壁面に角度をつけたことで、これはドイツ軍のSd Kfz 251装甲ハーフトラックに影響を受けている。車体はメッキされた鋼板を鋲接して製造され、厚さは10mmである。エンジンは短く突出した車体前部に配置された。ラジエーターの防御には角度のついたフィンが多数並べられた。
操縦室の右側には操縦手が位置し、左側の席には車長が乗った。視界は2つの窓によって得られ、これらの窓は装甲化された覆いで防御された。操縦室への出入りは側面に設けられた2つのドアを用いている。
操縦室の後方には輸送区画が続いており、傾斜壁面に対して置かれたベンチには、10名の武装兵を座らせることができた。輸送される兵員は、2部分に分かれて開かれる後部ドアからこの車輌に出入りできた。乗車した兵員は、車輌の両側面の4箇所、そして後部2箇所に設けられたスリットから、携帯している武器を使う事ができた。最終設計案では、操縦室と輸送区画の両方に装甲化された天蓋を装備する事が予定された。また乗員用に大型のハッチが3つ設けられた。ただし、撮影された写真にこのようなカバーは全く現われていない。

## 画像

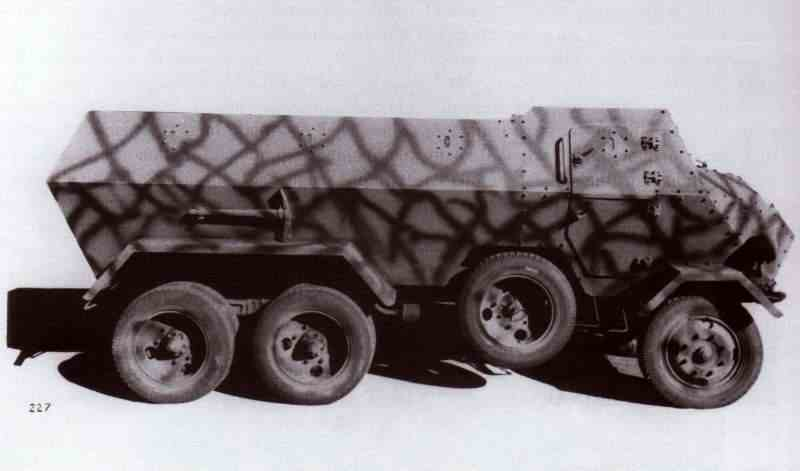
側面。
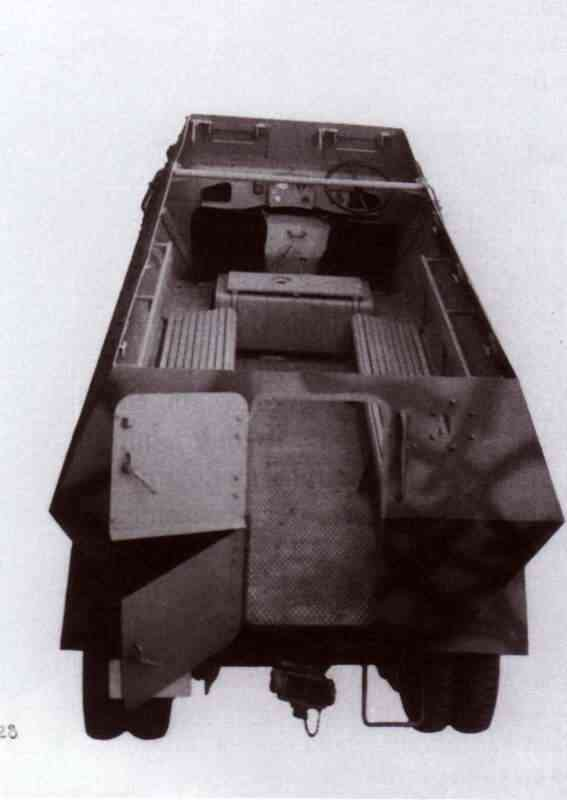
戦闘室と操縦室。
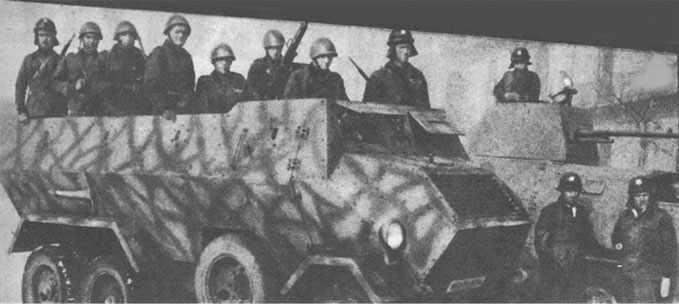
黒い旅団の兵員が搭乗したSPA。